# Tephrina latiscriptata
Tephrina latiscriptata är en fjärilsart som beskrevs av Walker 1862. Tephrina latiscriptata ingår i släktet Tephrina och familjen mätare. Inga underarter finns listade i Catalogue of Life.